# 約翰·萊爾
約翰·萊爾（John C. Lehr，1965年11月25日—）是美國的一位演員和喜劇演員。他在2000年改信猶太教。